# San Giacomo Vercellese
San Giacomo Vercellese är en ort och kommun i provinsen Vercelli i regionen Piemonte, Italien. Kommunen hade 294 invånare (2018).